# Josef Kinský
Josef Kinský (celým jménem Maria Josef Karel Rudolf Antonín Paduánský Jan Nepomuk Pontianus Klemens Emanuel hrabě Kinský z Vchynic a Tetova; 19. listopadu 1913 Kostelec nad Orlicí – 14. března 2011 Kostelec nad Orlicí) byl český šlechtic z hraběcího rodu Kinských a čestný občan města Kostelce nad Orlicí. Byl signatářem Národnostního prohlášení české šlechty ze září 1939. Z rodu Kinských po komunistickém puči v roce 1948 neodešel do emigrace pouze on a jeho otec. Komunistický režim ho perzekvoval, dva roky byl uvězněn. Pět let pracoval v uranových dolech v Jáchymově a na Příbramsku. Po pádu komunistického režimu získal v restituci zpět zámek v Kostelci nad Orlicí.

## Život

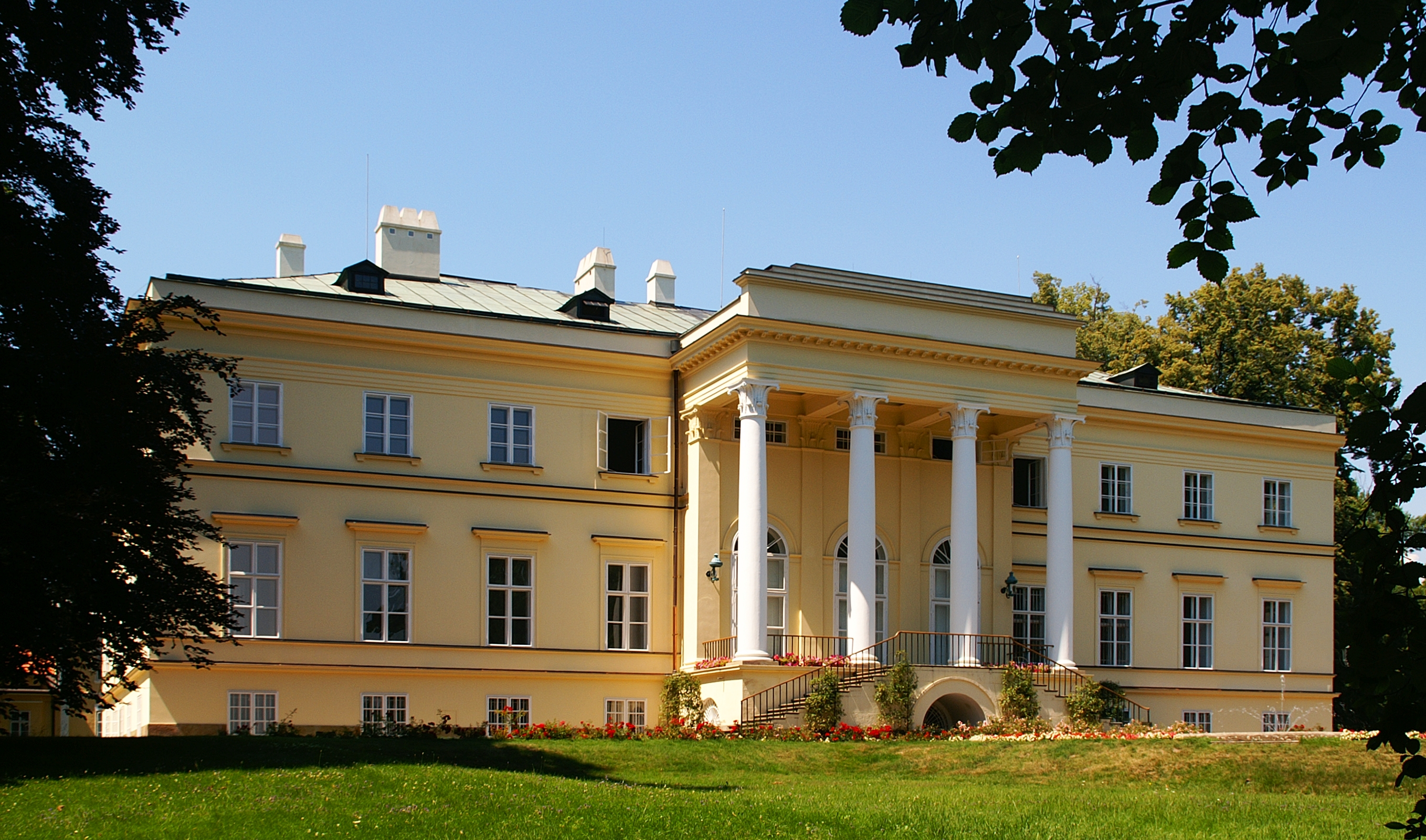
Nový zámek v Kostelci nad Orlicí

Narodil se v Kostelci nad Orlicí jako syn hraběte Františka Josefa Kinského (1879–1975) z kostelecké větve rodu Kinských a jeho manželky Marie Pavlíny, rozené hraběnky Bellegardové (1888–1953). Měl čtyři sourozence, mezi nimi jednu sestru. Byl vysokého vzrůstu.
Měl domácí učitele. Zkoušky skládal v kostelecké obecné škole. Se svým mladším bratrem byl na podzim roku 1925 poslán do internátní školy v Engadinu ve Švýcarsku. Škola však byla drahá, navíc propadl, proto byl na jaře následujícího roku poslán do levnější školy poblíž Kufsteinu v Bavorsku. Tam se mu líbilo, domů jezdil jen na prázdniny. Po maturitě pracoval přibližně sedm roků u firmy Schicht v Ústí nad Labem. Vyráběly se tam margaríny, tuky, rostlinné oleje a mýdlo. Po obsazení Sudet pracoval pro prodejní společnost téže firmy v Praze. Vedl tam finanční oddělení. V září 1939 byl signatářem Národnostního prohlášení české šlechty. Deklaraci podepsal i jeho otec, ten navíc stál i za dvěma předchozími deklaracemi. V roce 1941 byla na kostelecký majetek Josefových rodičů uvalena vnucená správa, otec byl navíc v roce 1943 uvězněn nacisty.

### Po 2. světové válce
Po druhé světové válce v roce 1945 přebíral po Němcích s českými zaměstnanci Schichtovu továrnu. Odsuzoval Benešovy dekrety a považoval je za výraz msty. V Ústí nad Labem zůstal do roku 1947. Poté řídil rodinný podnik v Košeci u Ilavy, který patřil jeho matce a jejím příbuzným. Jednalo se o chemickou továrnu, která zpracovávala zinek. Za dva roky vytvořil finanční obrat 24 milionů korun a zaměstnával 125 pracovníků.
I když byl rodinný podnik v roce 1948 znárodněn, zůstal Josef Kinský i nadále jeho ředitelem, ale v roce 1949 byl přímo v továrně zatčen Státní bezpečností a odsouzen na 2 roky. Po jeho zatčení dostala rodina příkaz se vystěhovat do dvou dnů z bytu. Trest si odpykával ve vězení v Ilavě a poslední dva měsíce v uranových dolech v Jáchymově. V roce 1951 byli jeho rodiče vystěhováni z kosteleckého zámku. Z vězení byl Josef propuštěn v roce 1951, ale i po propuštění v Jáchymově nadále dobrovolně pracoval jako civilní zaměstnanec. Pracoval jako lamač na dobírce v dole Bratrství. Víkendy trávil s rodinou v Praze. V roce 1954 začal pracoval v uranových dolech v Příbrami (Bytíz). Tam si dokázal některé měsíce vydělat až šest tisíc korun. Tehdy onemocněl žloutenkou. V roce 1956 odešel do invalidního důchodu a přivydělával si jako překladatel odborných textů do němčiny pro podniky zahraničního obchodu, to mu však komunisté v roce 1958 po emigraci vzdáleného příbuzného Radslava Kinského (1928–2008) znemožnili. Dále přechodně do roku 1967 pracoval v lakýrnické dílně ve Vysočanech, kde se mu příliš nedařilo, proto začal třídit a klasifikovat patenty v oddělení Družstevní služby. Později tam vybudoval průzkumovou agenturu, její činnost však režim po půlroce ukončil. Nakonec až do roku 1990 působil jako náborový pracovník  u pojišťovny.

### Po Sametové revoluci
Po Sametové revoluci Josef Kinský v roce 1992[zdroj?] restituoval majetek včetně empírového zámku v Kostelci nad Orlicí. On a jeho syn František Kinský nechali v letech 1996–2008 zámek zrestaurovat. Získali ho v neutěšeném stavu, neboť po zestátnění ho v roce 1951 začal využívat Výzkumný ústav živočišné výroby, posledních patnáct let před Sametovou revolucí nikdo objekt nevyužíval a ten rychle chátral. Zámek spolu s anglickým parkem, proslulým vzácnými dřevinami, rododendrony a pláněmi sněženek, bledulí a sasanek zpřístupnili veřejnosti. Kromě zámku s parkem restituoval na dva tisíce hektarů lesů.
V roce 1992 se stal společníkem a jednatelem společnosti Cihelna Kinský, spol. s r. o. a působil i v dalších společnostech (Písník Kinský, Bytová výstavba Kinský). Podílel se na vzniku Nadace Anežky České, která provozovala výherní loterii, jejíž výtěžek měl být použit na obnovu zámku v Kostelci a dalších historických památek. Loterie však zkrachovala.
Josef Kinský zemřel 14. března 2011 ve věku 97 let. Poslední rozloučení pro veřejnost (slavnostní requiem) se konalo 23. března 2011 ve farním kostele sv. Jiří v Kostelci nad Orlicí. Mši sloužil pražský arcibiskup a primas český Dominik kardinál Duka. Pohřeb Josefa Kinského se konal v nejužším rodinném kruhu o den později, 24. března 2011, u rodinné hrobky ve středočeských Budenicích.

## Rodina
Dne 13. března 1947 se v Trenčíně oženil s Bernadettou, rozenou Merveldtovou (29. prosince 1922 Lázně Bělohrad – 14. února 2016 Kostelec nad Orlicí). V Čechách by byl sňatek problematický, protože Bernadetta byla hlášena jako osoba německé národnosti. Manželka byla ženou v domácnosti, nikdy nebyla zaměstnaná. Z manželství se narodili dva synové:
- 1. František Kinský (* 27. prosince 1947 Hradec Králové), pracoval v televizi, reklamě a po roce 1989 i v cestovním ruchu[27]
- 2. Antonín Kinský (8. listopadu 1955 Praha – 28. května 2012 Praha), po maturitě chtěl studovat na filozofické fakultě, což bez členství v komunistické straně nebo v Socialistickém svazu mládeže nebylo možné. Pracoval proto v zahradnictví, v zoologické zahradě, prodával knihy v antikvariátu, obsluhoval telefonní ústřednu, nakonec studoval na hotelové škole. Po Sametové revoluci provozoval kavárnu BarBar na Malé Straně a restauraci Století na Starém Městě v Praze.[27] Hrál ve filmu Zapomenuté světlo (1996).

Manželka Bernadetta byla pohřbena po boku svého chotě v hrobce v Budenicích.